# Meekoporella dendroidea
Meekoporella dendroidea is een mosdiertjessoort uit de familie van de Hexagonellidae. De wetenschappelijke naam van de soort is voor het eerst geldig gepubliceerd in 1883 door Hudleston.